# Akizuki-Klasse (2012)
Die Akizuki-Klasse (japanisch あきづき型護衛艦 Akizuki-gata goeikan) ist eine Klasse von vier U-Jagdzerstörern der japanischen Maritimen Selbstverteidigungsstreitkräfte (JMSDF). Sie ist die dritte Klasse mit diesem Namen in einer japanischen Marine. Namensvorgänger waren eine Zerstörer-Klasse von 1942 und eine Zerstörer-Klasse von 1960.

## Geschichte
Die Akizuki-Klasse ist eine Weiterentwicklung der vorherigen Takanami-Klasse und löste die Zerstörer der Hatsuyuki-Klasse teilweise im Dienst ab.
Sie dienen als Sicherung der Lenkwaffenzerstörer (Kongō-, Atago- und Maya-Klasse) und Hubschrauberträger (Hyūga- und Izumo-Klasse) der Selbstverteidigungsstreitkräfte und sollen diese gegen Angriffe schützen.

## Einheiten
| Kennung | Name                                    | Bauwerft                                  | Kiellegung    | Stapellauf         | Indienststellung | Heimathafen | Bemerkungen        |
| ------- | --------------------------------------- | ----------------------------------------- | ------------- | ------------------ | ---------------- | ----------- | ------------------ |
| DD-115  | Akizuki (あきづき, „Herbstmond“)        | Mitsubishi Heavy Industries, Nagasaki     | 17. Juli 2009 | 13. Oktober 2010   | 14. März 2012    | Sasebo      | 1. Geleitflottille |
| DD-116  | Teruzuki (てるづき, „scheinender Mond“) | Mitsubishi Heavy Industries, Nagasaki     | 9. Juli 2010  | 15. September 2011 | 7. März 2013     | Yokosuka    | 2. Geleitflottille |
| DD-117  | Suzutsuki (すずつき, „kühler Mond“)     | Mitsubishi Heavy Industries, Nagasaki     | 18. Mai 2011  | 17. Oktober 2012   | 12. März 2014    | Sasebo      | 4. Geleitflottille |
| DD-118  | Fuyuzuki (ふゆづき, „Wintermond“)       | Mitsui Engineering & Shipbuilding, Tamano | 14. Juni 2011 | 22. August 2012    | 13. März 2014    | Maizuru     | 3. Geleitflottille |

## Technische Beschreibung

### Rumpf und Antrieb
Der Rumpf eines Zerstörers der Akizuki-Klasse ist 151 Meter lang, 18,3 Meter breit und hat bei einer maximalen Verdrängung von 6.800 Tonnen einen Tiefgang von 10,9 Metern.
Der Antrieb erfolgt durch vier Gasturbinen (COGAG-Antrieb), Kawasaki/Rolls-Royce Spey SM1C, mit einer Gesamtleistung von 64.000 PS (47.042 kW). Die Leistung wird an zwei Wellen mit je einer Schraube abgegeben. Die Höchstgeschwindigkeit beträgt 30 Knoten (56 km/h).

### Bewaffnung
Neben denn vier separat aufgeführten Waffensystemen verfügen die Schiffe der Klasse über ein 127-mm-Geschütz in Kaliberlänge 62 (Mark 45 Mod.4) von BAE Systems. Des Weiteren noch Mk 36 SRBOC-Täuschkörperwerfer zum Abfeuern von Düppel- und Infrarotraketen, ein geschlepptes AN/SLQ-25 Nixie-Torpedotäuschsystem und eine Reihe von Handfeuerwaffen.

#### Senkrechtstartanlage
Als Senkrechtstartanlage wurde das Mark 41 (Mk. 41) eingerüstet. Das System befindet sich hinter dem 127-mm-Geschütz und vor der Brücke und besteht aus 4 × 8 (= 32 Zellen), welche in zwei Reihen back- und steuerbordseitig angeordnet sind. Die „Zellen“ bestehen praktisch nur aus einem Gestell mit Plenum am Ende und Deckel am Kopf. Zwischen den zwei Viererreihen einer Einheit befindet sich der Gaskanal, welcher ebenfalls zum Schutz vor Wasser abgedeckt ist. An dem Gestell, das mehr als zwei Decks benötigt, befinden sich drei Geräte: Auf dem obersten Deck ein „Launch Sequencer“ (LSEQ), der eine Verbindung zwischen Schiff und Flugkörper herstellt und den Systemstatus überwacht. Auf dem Deck darunter befindet sich das „Motor Control Panel“ (MCP), welches über Ethernet an das LSEQ angebunden ist. Das MCP steuert die Klappen und Ventile sowie das Entwässern des Plenums. Ein Deck tiefer befinden sich am unteren Ende des Mk. 41 die zwei „Programmable Power Supply“-Einheiten (PPS), welche das VLS mit Energie versorgen und über Ethernet vom LSEQ angesteuert werden.
Die Waffen werden in eckigen Kanistern angeliefert, die von oben in die Senkrechtstartanlage eingeführt und über 145-Pin-Standardstecker mit dem System verbunden werden. Die Kanister schützen den Flugkörper vor Umwelteinflüssen und ermöglichen es dem LSEQ, den Typ der Waffe zu erkennen. Die Startsequenz läuft wie folgt ab: Der Deckel der Zelle und des Gaskanals (Uptake) werden geöffnet und die Entwässerungsventile des Plenums geschlossen. Dann zündet der Raketenmotor, wodurch die Heckklappe des Kanisters durchstoßen wird. Der Flugkörper beschleunigt und durchstößt die Frontkappe des Kanisters. Anschließend werden die Klappen geschlossen und das Entwässerungsventil des Plenums wieder geöffnet.
Die Bestückung mit Flugkörpern verteilt sich auf sechzehn Zellen für Anti-U-Boot-Raketen vom Typ Typ 07 VL-ASROC und sechzehn Zellen für RIM-162 ESSM-Flugabwehrlenkwaffen (mit vier Lenkwaffen pro Zelle).

#### Seezielflugkörper
Als Seezielflugkörper sind zwei Starter für je vier Waffen eingerüstet. Die Typ 90 wird von einem Turbojet angetrieben und mit einem Booster gestartet. Der Flugkörper verfügt über einen Gefechtskopf mit 260 Kilogramm Hochexplosivsprengstoff. Die Navigation zum Ziel erfolgt mit einem inertialen Navigationssystem, während die Typ 90 über dem Wasser zum Ziel navigiert. Dabei kann ein Knick in die Flugbahn eingebaut werden, um das Zielgebiet aus einer bestimmten Richtung anzufliegen. Sobald sich die Rakete in einer vorbestimmten Distanz zum vermuteten Ziel befindet, schaltet sie ihr bordeigenes Radar ein, um das Ziel zu finden. Sobald das Ziel erfasst ist, nähert sich die Lenkwaffe diesem in einer Flughöhe von 5 bis 6 Metern bis zum Einschlag. Die Reichweite beträgt mindestens 150 km.

#### Nahbereichsverteidigungssystem
Zur Nächstbereichsverteidigung dienen zwei radargesteuerte Maschinenkanonensysteme Phalanx Mk.15. Dieses System besteht aus einem Geschützturm mit einer 20-mm-Maschinenkanone des Typ M61 Vulcan und einem separaten Feuerleitradar. Es ist daher nicht auf die Feuerleitung durch die Gefechtsleitzentrale des Trägerschiffes angewiesen und benötigt von diesem nur Energie. Das System kann gegen anfliegende Flugkörper, Luftfahrzeuge und Seeziele eingesetzt werden.

#### Torpedorohre
Die Torpedorohr-Drillinge vom Typ HOS 303 befinden sich zwischen dem Brückenaufbau und dem ersten Schornsteine, sowohl an Backbord als auch an Steuerbord, und sind durch die Aufbauten abgeschirmt. Durch die Längsöffnung in der Außenhaut kann der Drilling nach außen gedreht werden, um Typ-97- bzw. Typ-12-Torpedos mit Druckluft auszustoßen. Dies geschieht je nach Einstellung mit 10–126 bar. Die Rohre des Werfers bestehen aus Kunststoff, die Masse einer Einheit beträgt etwa eine Tonne.

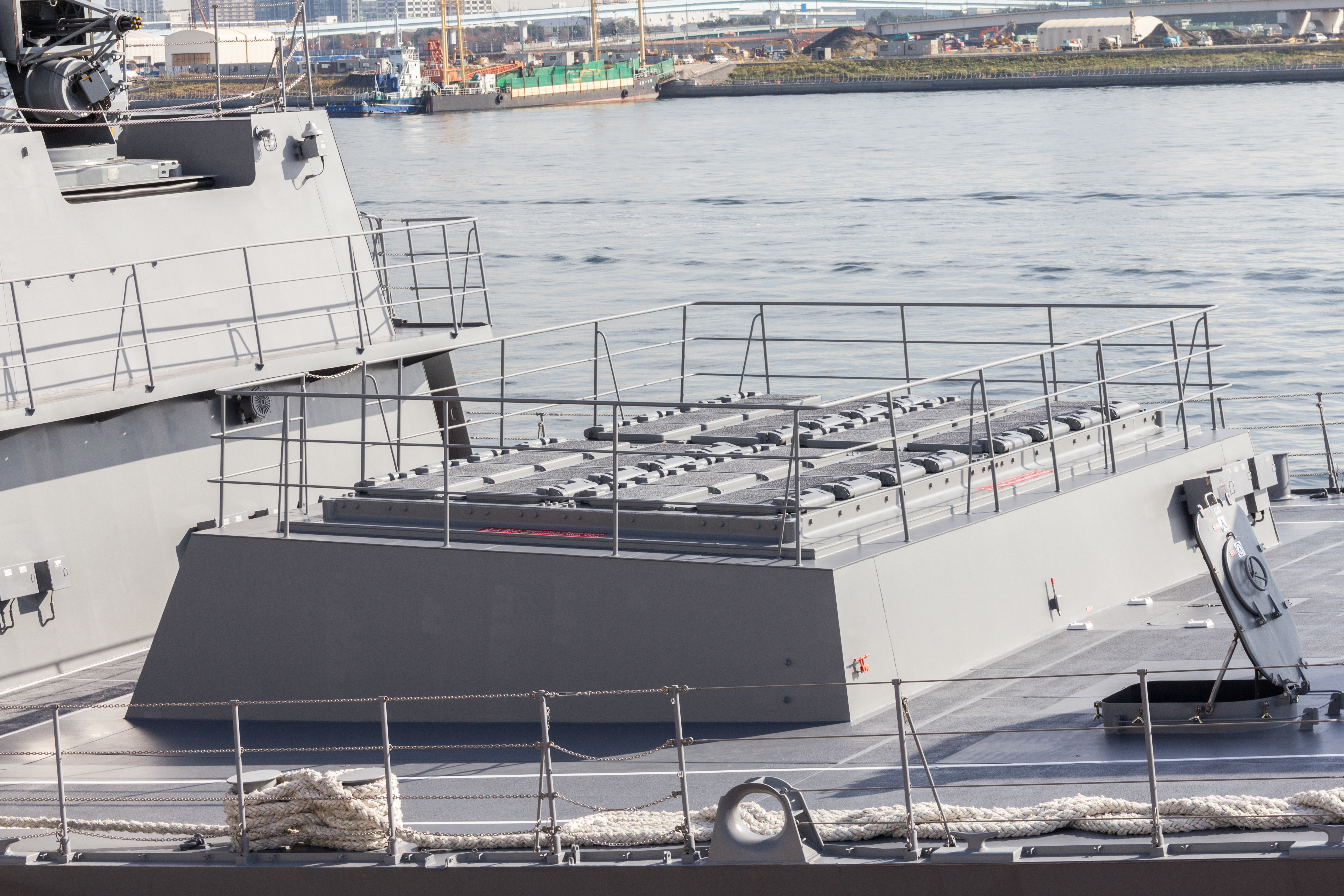
VLS-System der Teruzuki
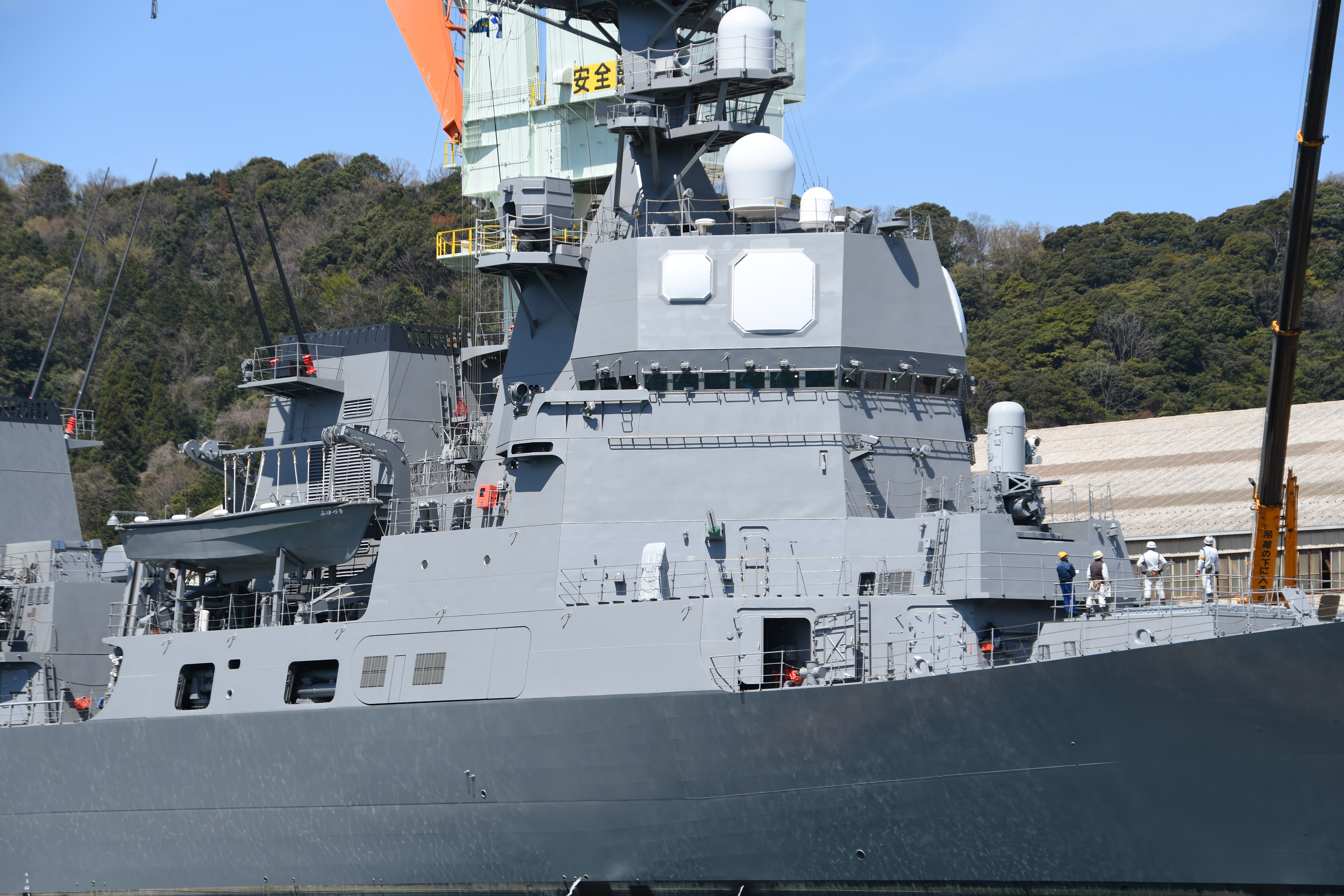
Brückenaufbau und Schornsteine, mit Phalanx CIWS und sichtbarem Torpedowerfer

### Elektronik
Alle Schiffe verfügen über das QYQ-11 Führungs- und Waffeneinsatzsystem (Combat Direction System – CDS). Dieses System führt alle Sensoren und Effektoren der jeweiligen Einheit zu einem Netzwerk zusammen, sodass Flugabwehr (AAW), Überwasserkampf, U-Boot-Jagd (ASW), EloKa (EW), Navigation und Kommunikation von einem Rechnerverbund ausgeführt werden.
Zur Luftraumüberwachung verfügt die Klasse über ein FCS-3A-System mit einem OPY-1-Radar. Das OPY-1 besteht aus acht großen und kleinen Antennengruppen, die nebeneinander angeordnet sind. Die großen Antennengruppen arbeiten im C-Band und dienen der Überwachung und Beobachtung von Zielen. Jede große Antennengruppe ist in der Lage, automatisch bis zu 300 Luft- und Seeziele gleichzeitig zu erfassen und zu verfolgen. Wenn ein Ziel erkannt wird, bewertet das Antennen-Array automatisch die Bedrohung und liefert Parameter für das Feuerleit-Antennen-Array. Die kleine Antennengruppe arbeitet im X-Band mit Feuerleitfunktion. Das FCS-3A ist eine Weiterentwicklung des auf den japanischen Hubschrauber-Zerstörern verbauten FCS-3, wobei das Material der Sender-Empfänger-Module von Galliumarsenid zu Galliumnitrid geändert wurde.
Des Weiteren sind die Schiffe mit dem Navigationsradar OPS-20C, dem Hubschrauber-Datenlink-System ORQ-1C-2, einem Kontrollsystem für die U-Boot-Bekämpfung und dem System für den elektronischen Kampf (EW) NOLQ-3D ECM/ESM ausgestattet. Zur U-Boot-Jagd wird ein Bugsonar des Typs OQQ-22 und ein Schleppsonar Typ OQR-3 verwendet.

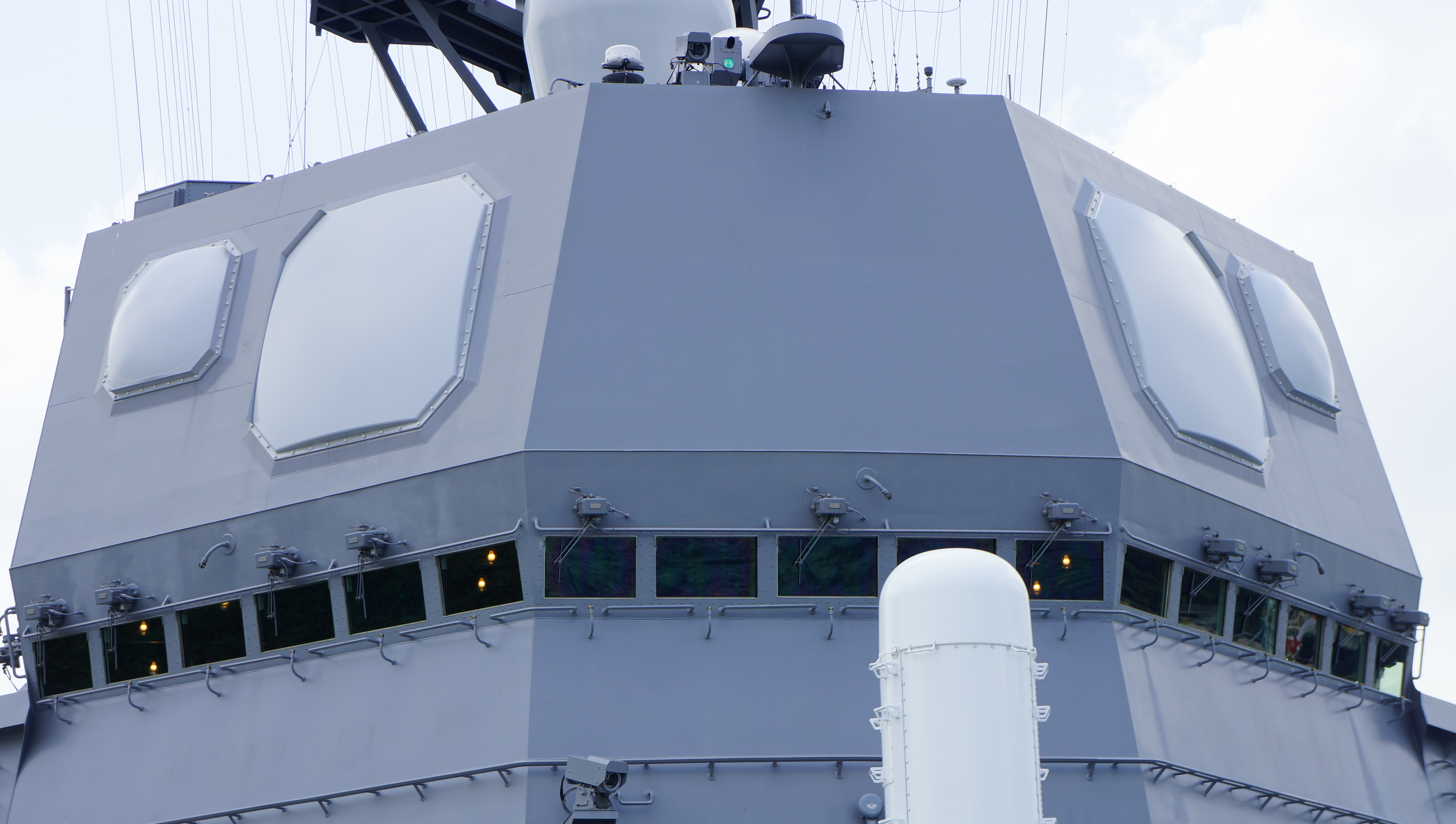
Antennen des FCS-3A am Brückenaufbau
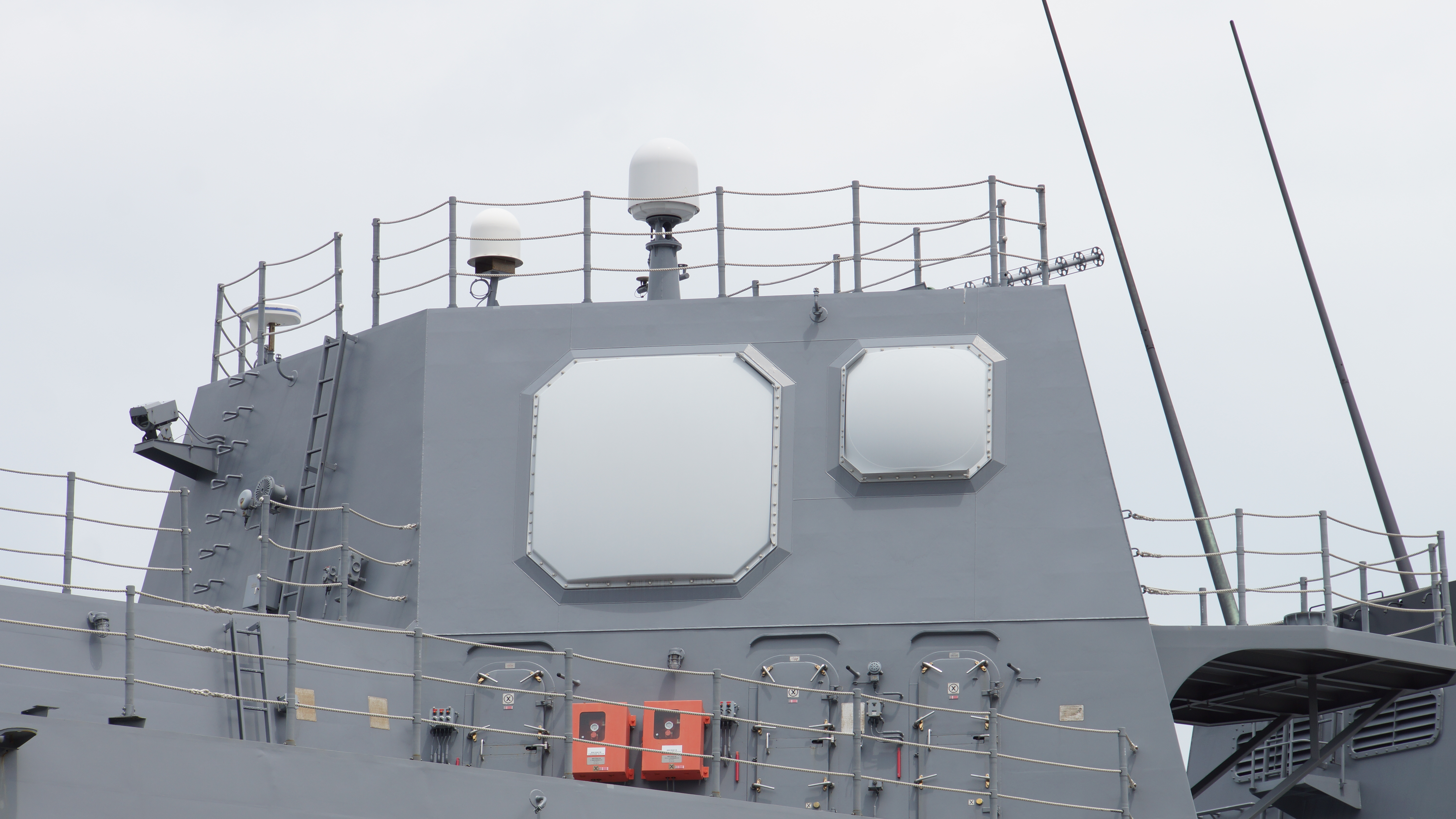
Antennen des FCS-3A am achteren Aufbau
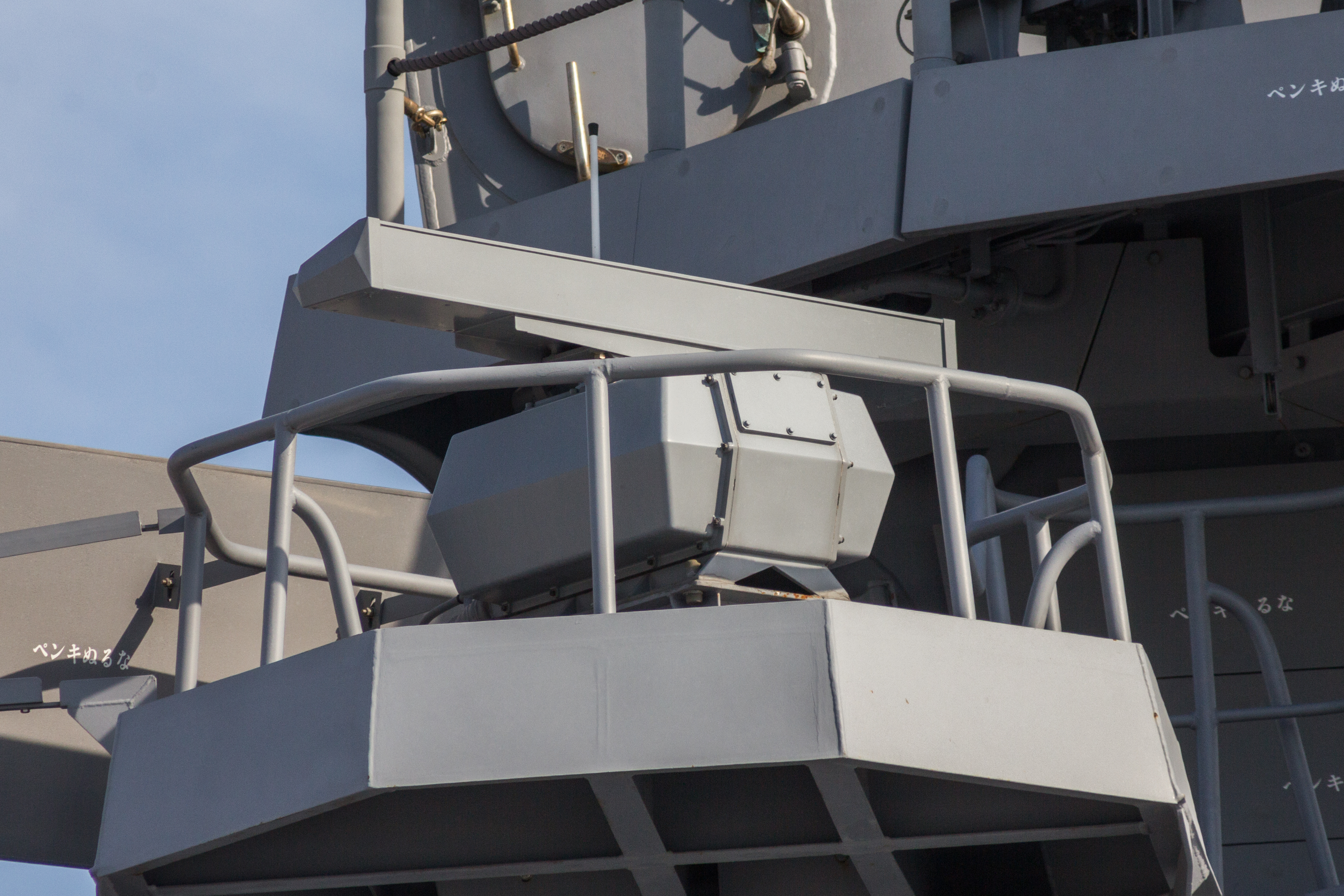
OPS-20C-Radar

### Bordhubschrauber
Ebenso wie bei den Einheiten der Mursame- und Takanami-Klasse dient ein Bordhubschrauber der Bekämpfung von U-Booten und für Verbindungsaufgaben. Es können zwei Hubschrauber vom Typ Mitsubishi SH-60J bzw. SH-60K oder einer dieser Typen und ein Kawasaki AW101 mitgeführt werden. Die Bordhubschrauber werden mit Hilfe einer Verfahranlage automatisch vom Helipad in den Hangar und umgekehrt verfahren.

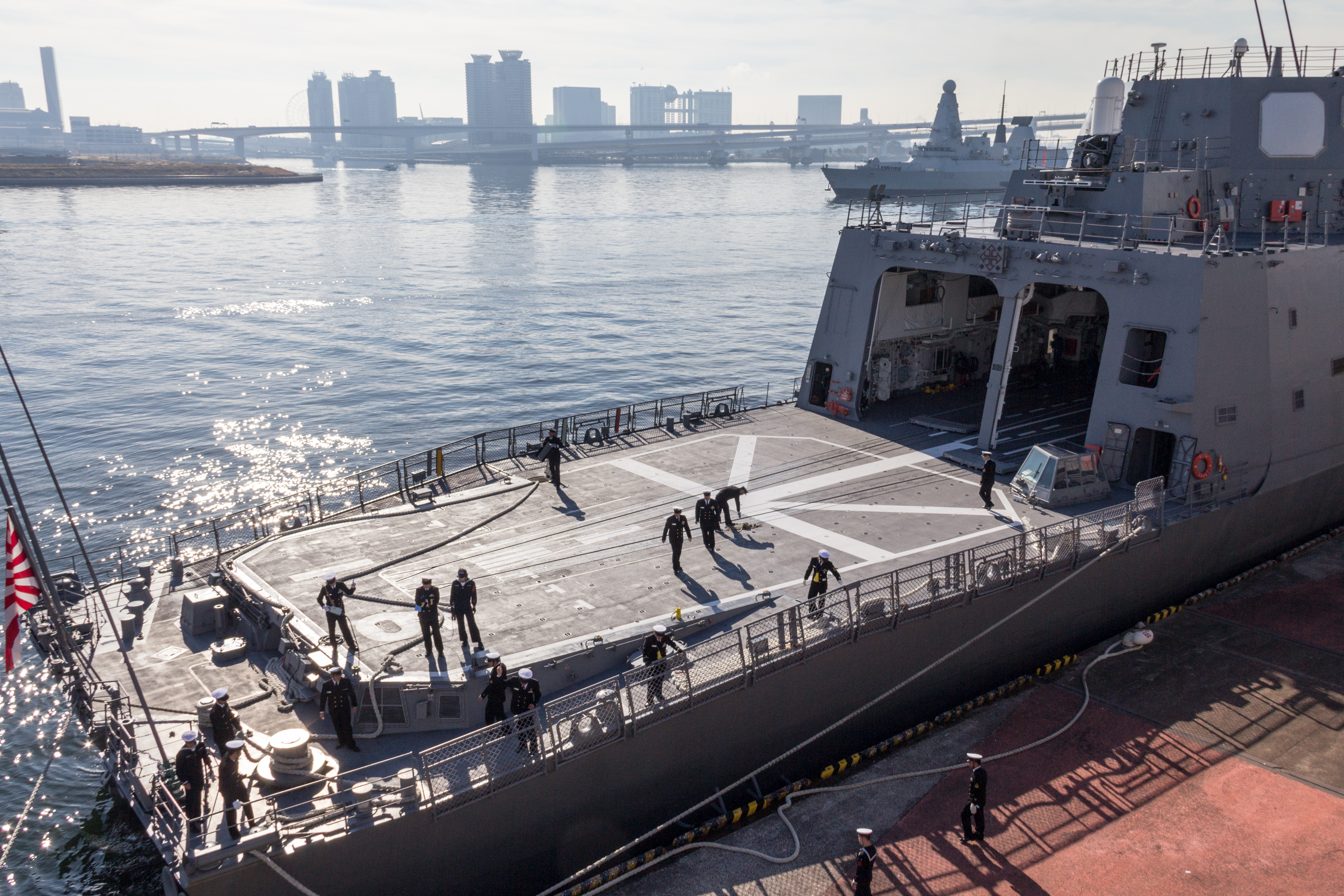
Flugdeck der Teruzuki
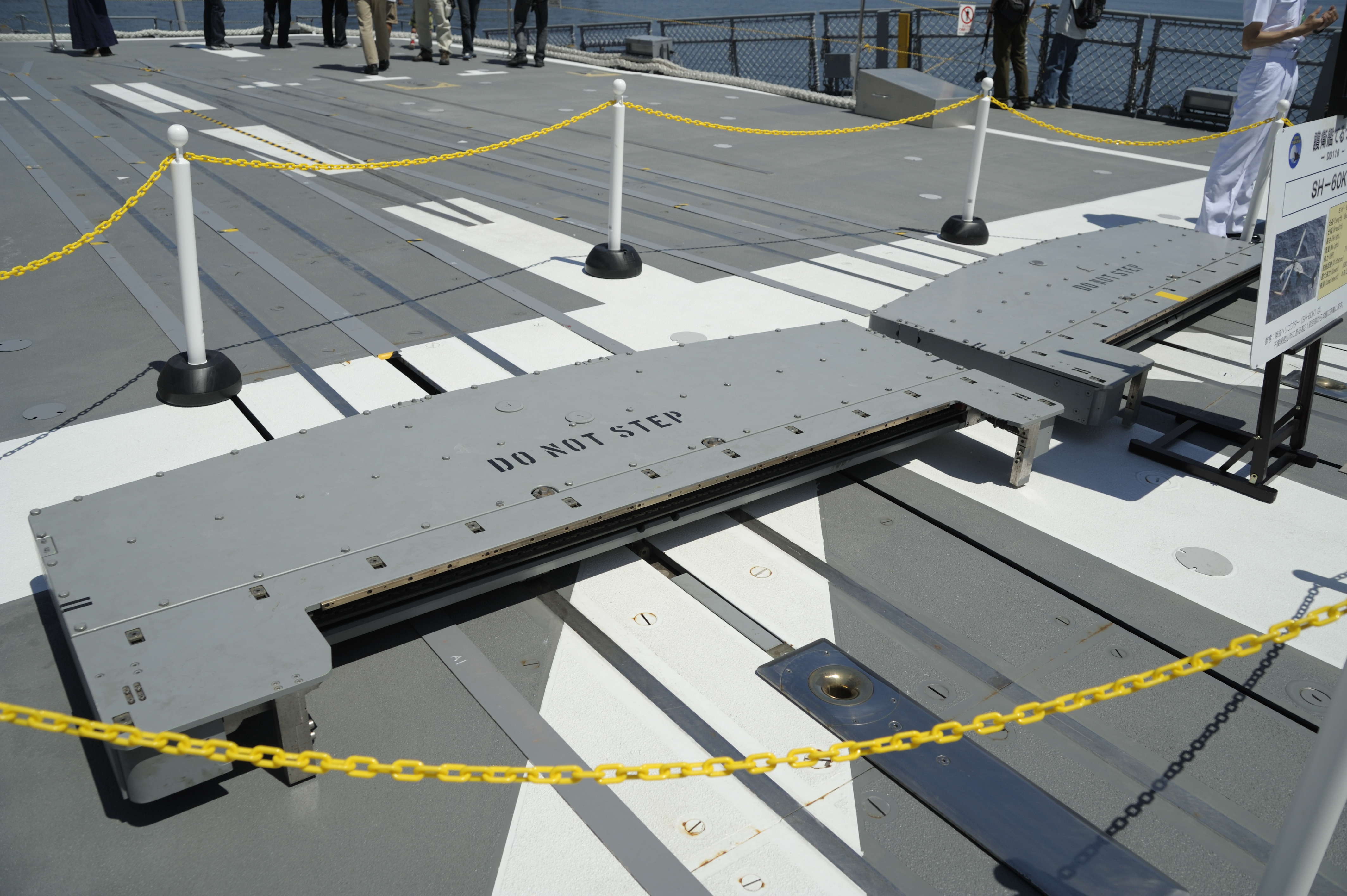
Verfahranlage RAST Mk.6
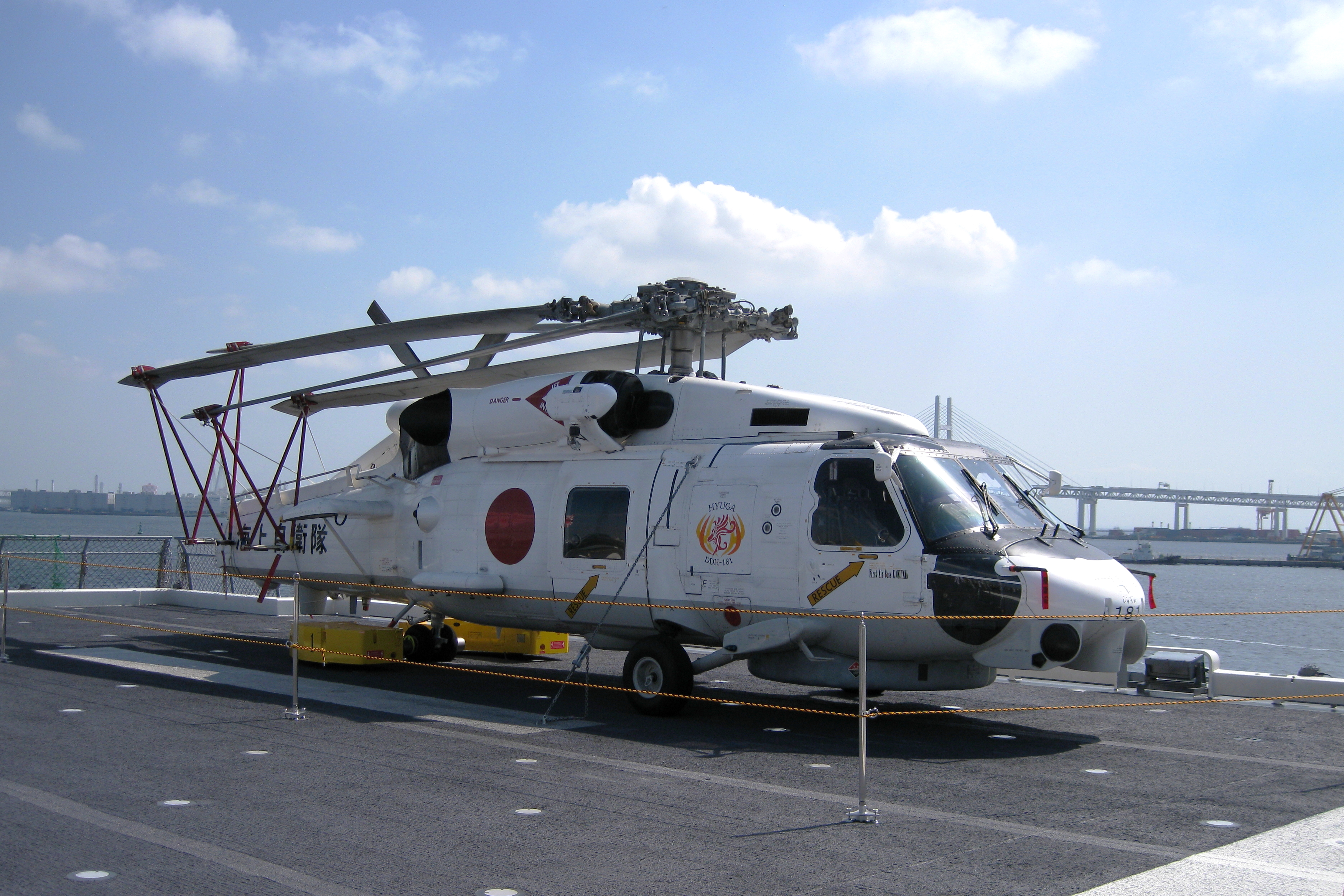
Mitsubishi SH-60J

## Besatzung
Die Besatzung hatte eine Stärke von 230 Offizieren, Unteroffizieren und Mannschaften.